# Gilbert Pratt
Gilbert Pratt (16 de fevereiro de 1892 – 10 de dezembro de 1954) foi um diretor, ator e roteirista norte-americano. Ele dirigiu 87 filmes entre 1917 e 1936.

## Filmografia selecionada
- Saps at Sea (1940)
- Mud and Sand (1922)
- The Egg (1922)
- Flips and Flops (1919)
- Going! Going! Gone! (1919)
- Wanted – $5,000 (1919)
- Hear 'Em Rave (1918)
- Bees in His Bonnet (1918)
- Two Scrambled (1918)
- That's Him (1918)
- Are Crooks Dishonest? (1918)
- Sic 'Em, Towser (1918)
- The City Slicker (1918)
- The Non-Stop Kid (1918)
- It's a Wild Life (1918)
- Beat It (1918)
- Hit Him Again (1918)
- The Lamb (1918)
- The Tip (1918)
- The Big Idea (1917)
- Move On (1917)
- We Never Sleep (1917)
- Clubs Are Trump (1917)
- Love, Laughs and Lather (1917)
- From Laramie to London (1917)
- Birds of a Feather (1917)
- Lonesome Luke Loses Patients (1917)
- Lonesome Luke's Wild Women (1917)
- Lonesome Luke, Messenger (1917)
- Stop! Luke! Listen! (1917)
- Lonesome Luke, Plumber (1917)
- Lonesome Luke's Honeymoon (1917)
- Lonesome Luke on Tin Can Alley (1917)
- Boys Will Be Girls (1937)